# Gelöbnis treuester Gefolgschaft

„Gelöbnis treuester Gefolgschaft“ in der Frankfurter Zeitung vom 26./28. Oktober 1933, ausgeschnitten und mit Randnotizen versehen von Harry Graf Kessler.

Das Gelöbnis treuester Gefolgschaft war ein Treueversprechen, das 88 deutsche Schriftsteller und Dichter gegenüber Adolf Hitler abgaben und dessen Wortlaut zusammen mit der Unterzeichnerliste am 26. Oktober 1933 deutschlandweit in der Presse verbreitet wurde.

## Kontext
Die Initiative für das „Gelöbnis“ ging von der Sektion für Dichtkunst der Preußischen Akademie der Künste in Berlin aus, nachdem diese im Frühjahr und Frühsommer 1933 handstreichartig umgebaut und mit Anhängern des Nationalsozialismus besetzt worden war und sich kurz darauf in Deutsche Akademie der Dichtung umbenannt hatte. Zeitgleich hatten im Frühjahr 1933 überall in Deutschland Bücherverbrennungen stattgefunden, denen auch die Werke ausgeschlossener Akademiemitglieder zum Opfer gefallen waren.
Der Text erschien am 26. Oktober 1933 in der Vossischen Zeitung und wurde gleichzeitig auch in anderen Zeitungen wie der Frankfurter Zeitung abgedruckt.
Unmittelbar vorausgegangen war der am 14. Oktober 1933 von Hitler in Genf erklärte Austritt Deutschlands aus dem Völkerbund, der großes nationales und internationales Echo ausgelöst hatte und bei der bevorstehenden Reichstagswahl am 12. November 1933 vom deutschen Volk bestätigt werden sollte. Am 4. Oktober 1933 hatte die Regierung Hitler zudem das Schriftleitergesetz erlassen, das zum 1. Januar 1934 in Kraft treten sollte und den Weg für die Gleichschaltung der gesamten deutschen Presse frei machte.
In dieser Situation diente der Aufruf dazu, die vorbehaltlose Unterstützung der deutschen Literaten und Geistesgrößen für die äußerst radikale und nach innen wie nach außen einschneidende Politik des Reichskanzlers Adolf Hitler und seiner Regierung öffentlichkeitswirksam zu bekräftigen und dem erwartbaren „Wahlerfolg“ der Nationalsozialisten, die bereits alle anderen Parteien ausgeschaltet hatten und auf einer Einheitsliste antraten, auf diese Weise das Feld zu ebnen.
Der Veröffentlichung folgte am 1. November 1933 eine weitere Pressekundgebung der Deutschen Akademie der Dichtung, in der ausdrücklich zur Stimmabgabe für den „Volkskanzler Adolf Hitler“ und für ein „Ja“ zum Austritt aus dem Völkerbund aufgerufen wurde.
Gleich nach der Reichstagswahl, am 15. November 1933, eröffnete Joseph Goebbels in Anwesenheit Hitlers die Reichskulturkammer, die die eigenständige Akademie der Dichter vollends ersetzte und überflüssig machte.

## Text
Die Unterzeichner erklärten:

„Friede, Arbeit, Ehre und Freiheit sind die heiligsten Güter jeder Nation und die Voraussetzung eines aufrichtigen Zusammenlebens der Völker untereinander. Das Bewußtsein der Kraft und der wiedergewonnenen Einigkeit, unser aufrichtiger Wille, dem inneren und äußeren Frieden vorbehaltlos zu dienen, die tiefe Überzeugung von unseren Aufgaben zum Wiederaufbau des Reiches und unsere Entschlossenheit, nichts zu tun, was nicht mit unserer und des Vaterlandes Ehre vereinbar ist, veranlassen uns, in dieser ernsten Stunde vor Ihnen, Herr Reichskanzler, das Gelöbnis treuester Gefolgschaft feierlichst abzulegen.“

## Unterzeichner
Die 88 unterzeichneten Namen lauteten:
1. Friedrich Ahrenhövel (1886–1954)
2. Gottfried Benn (1886–1956)
3. Werner Beumelburg (1899–1963)
4. Rudolf G. Binding (1867–1938)
5. Walter Bloem (1868–1951)
6. Max Karl Böttcher (1881–1963)
7. Hans Fr. Blunck (1888–1961)
8. Rudolf Brandt (1886–1953)
9. Arnolt Bronnen (1895–1959)
10. Otto Brües (1897–1967)
11. Alfred Brust (1891–1934)
12. Carl Bulcke (1875–1936)
13. Hermann Claudius (1878–1980)
14. Hans Martin Cremer (1890–1953)
15. Marie Diers (1867–1949)
16. Peter Dörfler (1878–1955)
17. Max Dreyer (1862–1946)
18. Franz Dülberg (1873–1934)
19. Ferdinand Eckardt (1902–1995)
20. Richard Euringer (1891–1953)
21. Ludwig Finkh (1876–1964)
22. Hans Franck (1879–1964)
23. Otto Flake (1880–1963)
24. Heinrich von Gleichen (1882–1959)
25. von Gleichen-Rußwurm [5]
26. Gustav Frenssen (1863–1945)
27. Friedrich Griese (1890–1975)
28. Max Grube (1854–1934)
29. Johannes Günther (1886–1973)
30. Max Halbe (1865–1944)
31. Ilse Hamel (1874–1943)
32. Agnes Harder (1864–1939)
33. Carl Haensel (1889–1968)
34. Hans Ludwig Held (1885–1954)
35. Karl Heinl (1898–1961)
36. Friedrich W. Herzog (1902–1976)
37. Rudolf Herzog (1869–1943)
38. Hans von Hülsen (1890–1968)
39. Paul Oskar Höcker (1865–1944)
40. Rudolf Huch (1862–1943)
41. Bruno W. Jahn (1893–1943?)
42. Hanns Johst (1890–1978)
43. Max Jungnickel (1890–1945)
44. Hans Knudsen (1886–1971)
45. Ruth Köhler-Irrgang (1900–1969)
46. Gustav Kohne (1871–1961)
47. Karl Lange (1885–1959)
48. Joh. von Leers (1902–1965)
49. Heinrich Lilienfein (1879–1952)
50. Heinrich Lersch (1889–1936)
51. Oskar Loerke (1884–1941)
52. Herybert Menzel (1906–1945)
53. Gerhard Menzel (1894–1966)
54. Alfred Richard Meyer (1882–1956)
55. Agnes Miegel (1879–1964)
56. Walter von Molo (1880–1958)
57. Borries Frhr. von Münchhausen (1874–1945)
58. Müller-Partenkirchen (1875–1942)
59. Mühlen-Schulte (1882–1981)
60. Eckart von Naso (1888–1976)
61. Helene von Nostitz-Wallwitz (1878–1944)
62. Josef Ponten (1883–1940)
63. Rudolf Presber (1868–1935)
64. Hofrat Rehbein (1867–1952)
65. Ilse Reicke (1893–1989)
66. Hans Richter (1889–1941)
67. Heinz Schauwecker (1890–1964)
68. Johannes Schlaf (1862–1941)
69. Anton Schnack (1892–1973)
70. Friedrich Schnack (1888–1977)
71. Richard Schneider-Edenkoben (1899–1986)
72. Wilhelm von Scholz (1874–1969)
73. Lothar Schreyer (1886–1966)
74. Gustav Schröer (1876–1949)
75. Schussen (Wilhelm) (1874–1956)
76. Ina Seidel (1885–1974)
77. Heinrich Sohnrey (1859–1948)
78. Willy Seidel (1887–1934)
79. Diedrich Speckmann (1872–1938)
80. Heinz Steguweit (1897–1964)
81. Lulu v. Strauß u. Torney (1873–1956)
82. Eduard Stucken (1865–1936)
83. Will Vesper (1882–1962)
84. Magnus Wehner (1891–1973)
85. Leo Weismantel (1888–1964)
86. Bruno Werner (1896–1964)
87. Heinrich Zerkaulen (1892–1954)
88. Hans-Caspar von Zobeltitz (1883–1940)

## Reaktionen
Bereits am 27. Oktober 1933 kommentierte die im freien Saargebiet erscheinende sozialdemokratische Deutsche Freiheit unter Chefredakteur Max Braun im Hinblick auf die 88 Unterzeichner des Gelöbnisses: „Wes Brot sie essen, des Lied möchten sie singen.“
Der Schriftsteller Hanns Martin Elster (1886–1983) legte am 28. Oktober 1933 beim Reichsverband Deutscher Schriftsteller Einspruch ein, weil sein Name in der Unterzeichnerliste nicht aufgeführt war und damit der falsche Eindruck entstehen könnte, „daß diejenigen Schriftsteller, die nicht in der Namensliste genannt sind, nicht zu dem Treuegelöbnis und zum Führer stehen.“
Auch Rudolf G. Binding protestierte 1933, weil man ihn ganz im Gegenteil ungefragt auf die Liste gesetzt hatte, meinte aber 1934 in einer Stellungnahme in der Exilzeitschrift Die Sammlung, er habe sich zu sehr für die „neue Zeit“ eingesetzt, „als daß ich die Öffentlichkeit und ebenso den Herrn Reichskanzler durch ein feierliches Gefolgschafts-Gelöbnis überraschen dürfte.“
Anfang November 1933 urteilte Klaus Mann: „Sie haben sich selbst an den Pranger gestellt; achtundachtzig deutsche Schriftsteller, darunter solche, die wir der wirklichen Literatur zu[zu]rechnen gewohnt waren.“
Joseph Wulf notiert zu einigen Genannten Widersprüchliches: „Das Schriftstück ist kaum sehr glaubwürdig, denn einige unterzeichneten lediglich, um ihre Verleger auf diese Weise zu schützen, siehe Oskar Loerke: Tagebücher 1903–1939, Heidelberg/Darmstadt 1955, S. 349; Otto Flake: Es wird Abend, Gütersloh 1960, S. 448 f; auch R. G. Binding protestierte in einem Brief vom 30. 10. 1933 an den Reichsverband Deutscher Schriftsteller dagegen, daß sein Name zu Unrecht unter dem Treuegelöbnis stehe – R. G. Binding: Die Briefe, Hamburg 1957, S. 216–217; ebenso bestätigen die beiden folgenden Briefe einwandfrei, daß die Unterschriften von Parteifunktionären ohne Wissen der Betreffenden veranlaßt wurden.“
Otto Flake wurde für seine Unterschrift unter anderem von Thomas Mann, Bertolt Brecht und Alfred Döblin scharf kritisiert.
Zweieinhalb Jahre nach dem Ende des Zweiten Weltkriegs äußerte sich Thomas Mann zu der Gelöbnisliste: „Daß auch H. L. Held und Loerke darauf stehen, macht mich doch sehr betroffen. Das übrige Völkchen ist ganz an seinem Platz.“